# Hverfjall
De Hverfjall, ook wel Hverfell genoemd, is een kegelvulkaan in het noorden van IJsland in het Mývatn gebied. Beide namen betekenen 'hete-bronnen-berg'.
De vulkaan is ongeveer 2500 jaar geleden in een aantal dagen ontstaan. De uitgestoten lava koelde door water vrijwel onmiddellijk af waardoor de ringvormige vulkaan vrijwel geheel uit tefra, as en fijn gruis is opgebouwd.
De vulkaan is 312 meter hoog, heeft een krater met een diameter van ongeveer 1 kilometer en is 140 meter diep. In het midden van de krater ligt een kleine asheuvel. De kraterwand is via twee niet al te moeilijke wegen te beklimmen en een wandeling rondom levert fraaie vergezichten over het Mývatn meer op. Om de tere structuur van de vulkaan niet te beschadigen mogen de wandelpaden niet verlaten worden.
Op aarde bevinden zich slechts weinig vulkanen van dit type: een tweede (Lúdent) ligt naast de Hverfjall; een derde, wat kleinere, Diamond Head, bevindt zich op Hawaï.

## Afbeeldingen

360° graden panoramisch overzicht van de krater vanop de centrale asheuvel

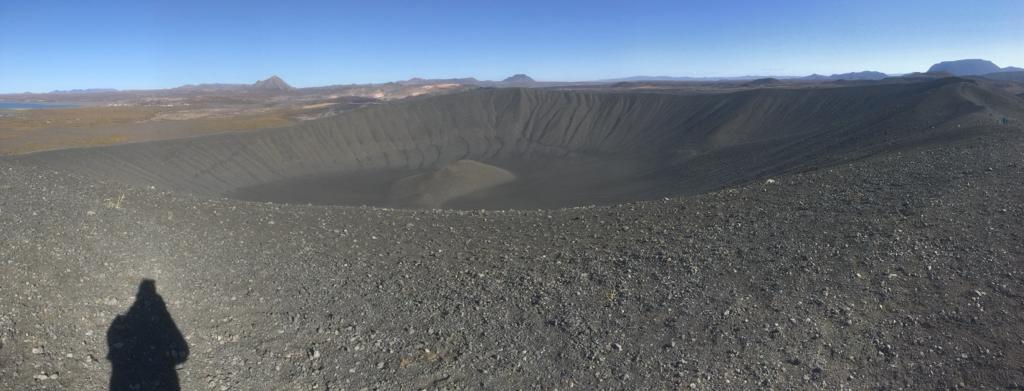
Gehele krater van bovenaf gezien